# Julien Schaller
Pour les articles homonymes, voir Schaller.
Julien Schaller, né le 15 octobre 1807 à Fribourg et mort le 20 juin 1871 dans la même ville, est une personnalité politique suisse, membre du parti radical-démocratique.
Il est conseiller d'État de 1848 à 1857, à la tête de la Direction de l'instruction publique puis de la Direction des finances. Il siège en parallèle au Conseil des États de 1850 à 1851 puis de 1855 à 1858 et au Conseil national de 1851 à 1852.

## Source
Georges Andrey, John Clerc, Jean-Pierre Dorand et Nicolas Gex, Le Conseil d’État fribourgeois : 1848-2011 : son histoire, son organisation, ses membres, Fribourg, Éditions La Sarine, 2012, 143 p. (ISBN 978-2-88355-153-4, lire en ligne), p. 30